# ITER
Le réacteur thermonucléaire expérimental international, ou ITER (acronyme de l'anglais International thermonuclear experimental reactor, également mot latin signifiant « chemin » ou « voie »), est un projet international de réacteur nucléaire de recherche civil à fusion nucléaire de type tokamak, situé à proximité immédiate du centre d’études nucléaires de Cadarache à Saint-Paul-lès-Durance, en France. Le projet de recherche s'inscrit dans une démarche à long terme visant à l'industrialisation de la fusion nucléaire. Il associe trente-cinq pays : ceux de l'Union européenne ainsi que l'Inde, le Japon, la Chine, la Russie, la Corée du Sud et les États-Unis, ainsi que la Suisse et le Royaume-Uni en tant qu'États associés à la Communauté européenne de l'énergie atomique.
ITER est le plus grand projet scientifique mondial actuel. Par sa complexité, son ambition et son budget hors norme, ce projet de haute technologie a été comparé au programme Apollo. Il est sujet à de nombreuses controverses, notamment concernant le montant des subventions sur fonds publics, passées de 5 à 19 milliards d'euros, contributions principalement en nature des parties prenantes sous la forme de composants et de systèmes. En outre, mi 2024, le projet accumule un retard de huit ans. Son entrée en activité et la production du premier plasma sont prévues pour 2033.

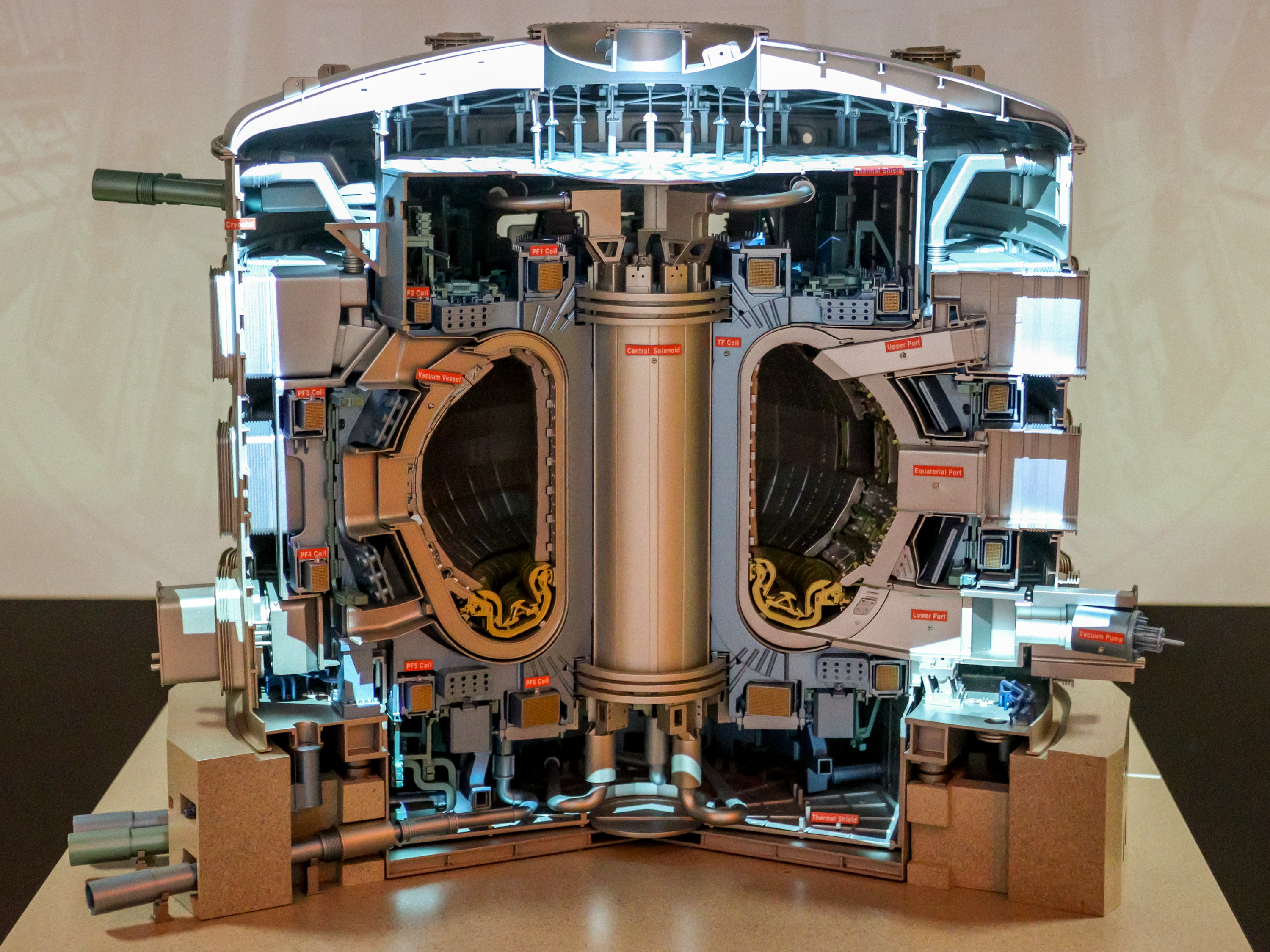
Coupe du tokamak ITER.

Selon les promoteurs du projet, la démarche à long terme visant à l'industrialisation de la fusion nucléaire nécessiterait de construire ensuite un second réacteur de recherche, Demo, plus proche d'un réacteur de production, puis PROTO, un réacteur à valeur de prototype industriel, avant la phase industrielle proprement dite.

## Nom
Iter signifie « chemin » ou « voie » en latin. Les participants aux études de conception préliminaires (entre 1988 et 1992) ont choisi cet acronyme pour exprimer leur souhait de voir le monde coopérer au développement de la maîtrise d'une nouvelle forme d'énergie. Le projet a en effet été lancé par Ronald Reagan et Mikhaïl Gorbatchev dans le contexte de la perestroïka, sur proposition de l'URSS à la communauté internationale. La forme développée du nom est International thermonuclear experimental reactor (« réacteur thermonucléaire expérimental international »).

## Objectif
Le projet a pour objectif de démontrer que la fusion peut être utilisée comme source d'énergie à grande échelle, non émettrice de dioxyde de carbone, pour produire de l'électricité.
Le réacteur à fusion thermonucléaire ITER a été conçu pour produire un plasma de fusion équivalent à 500 MW de puissance thermique pendant des durées de 400 à 600 secondes, pour une puissance thermique injectée dans le plasma de 50 MW, soit une multiplication par dix de la puissance thermique. La machine vise par ailleurs à démontrer la faisabilité d'une réaction auto-entretenue, ce qui n'a pas encore été réalisé dans un réacteur de fusion. L'électricité totale consommée par le réacteur et les installations se situera entre 110 et 620 MW de pointe pendant trente secondes. Le réacteur est conçu uniquement pour produire un plasma de fusion, et la chaleur émise par la réaction de fusion sera évacuée dans l'atmosphère sans générer d'électricité.
Le projet est une étape technologique pouvant conduire à un futur réacteur expérimental, baptisé Demo, visant à mettre au point une production industrielle de 1 500 MW d’électricité par fusion nucléaire. La réaction de fusion est destinée à être utilisée comme source de chaleur pour une chaudière produisant de la vapeur d'eau, qui elle-même entraîne des alternateurs pour produire de l'électricité, comme dans la plupart des centrales électriques. Demo serait le premier réacteur de fusion produisant plus d'énergie que nécessaire pour son fonctionnement.

## État d'avancement du projet et situation actuelle

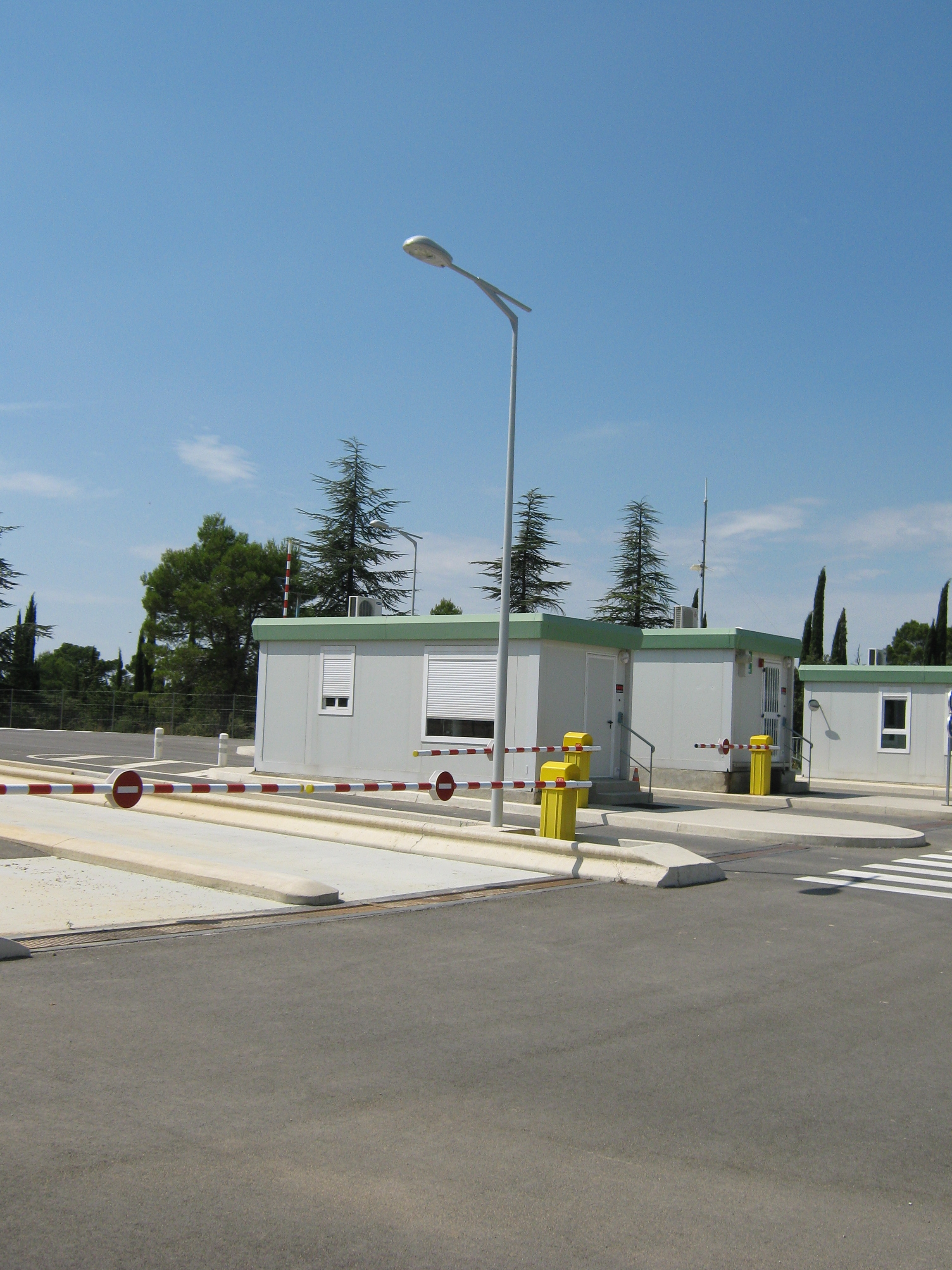
Entrée du site.

En 2001, le projet ITER est planifié selon ses concepteurs pour un début de construction près de Cadarache (France) en 2006 et un achèvement en 2016. En 2008, cette date est repoussée à 2019, soit trois ans de retard sur le calendrier initial,.
En 2008, le budget, d'abord estimé à dix milliards d'euros (50 % pour la construction et 50 % pour l'exploitation) est porté à treize milliards puis en 2009 à vingt milliards. En juin 2009, la BBC annonce même seize milliards de dollars (environ onze milliards d'euros) pour la construction, somme pouvant inciter les responsables du programme à notablement diminuer l'ampleur du projet.
En 2010, la première pierre du bâtiment du siège est posée.
En 2012, le décret autorisant le projet est publié, deux ans après le début des travaux. La phase d’excavation de la fosse d'isolation sismique est déjà profonde de 17 m (là où sera le tokamak), les 493 supports de 1,7 m de haut, dotés de patins parasismiques sont en construction.
En février 2014, le magazine américain The New Yorker publie le rapport d'évaluation du management du projet. Onze recommandations essentielles y figurent, dont : « créer une culture de projet », « instiller une culture de sûreté nucléaire », « développer un planning réaliste du projet ITER » et « simplifier et réduire la bureaucratie ». En juillet 2014, le Sénat américain publie un rapport indiquant que « le Comité ordonne au Département de l’Énergie de travailler avec le Département d'État pour se retirer du projet ITER ». Cependant, les États-Unis (qui s'étaient engagés à financer 9 % du coût total) ont poursuivi leur soutien, confirmé en septembre 2016 pour au moins encore deux ans (jusqu'en 2018) au vu d'une amélioration de l'efficacité du projet ; mais conditionné à une plus grande transparence dans la gestion des risques et à une réorganisation de la gestion, sous réserve du vote du budget de l'énergie par le législateur américain.
Un retard de cinq ans est annoncé : les premiers essais prévus en 2020 sont reportés à 2025.
En mai 2016, Bernard Bigot, directeur général d'ITER depuis 2015, indique que le premier plasma dans le réacteur est prévu en 2025 pour une pleine puissance en 2035 soit un nouveau calendrier qui induira un surcoût, évalué à 19 milliards de budget de construction. En décembre, la réussite d'une expérience cruciale conduite sur le miniréacteur thermonucléaire du CEA appelé West, fait souffler un vent d'optimisme : grâce à lui, ITER a franchi une étape importante vers la maîtrise de la fusion nucléaire.
En décembre 2017, l'état d'avancement des réalisations indispensables à la production du premier plasma atteint 50 % ; ITER confirme la date prévisionnelle du premier plasma : décembre 2025 et du premier plasma en deutérium-tritium en 2035.
En 2018, les États-Unis sont en retard de paiement, mais les grands réservoirs indispensables à la sûreté de l'installation sont arrivés de Chine et des États-Unis et installés dans les bâtiments, dans les délais du nouveau calendrier établi deux ans plus tôt. Selon Bernard Bigot, les composants de la construction du tokamak « seront sur place en 2021, dans un bâtiment attendu pour le printemps 2020 ».
En octobre 2019, le groupement mené par Vinci (60 %) avec l'espagnol Ferrovial (30 %) et le français Razel-Bec (10 %) annonce avoir achevé le gros œuvre du bâtiment principal, qui sera livré en mars 2020. Ce bâtiment tokamak est une installation de 23 000 tonnes, à comparer aux 3 000 tonnes d'un réacteur pressurisé européen (EPR).
En 2020, les composants ayant été livrés depuis plusieurs pays (Inde, Chine, Japon, Corée du Sud, Italie), la phase d'assemblage du réacteur démarre le 28 juillet et doit durer jusqu'à fin 2024 pour produire un premier plasma fin 2025 ou début 2026.
En novembre 2022, la date du premier plasma (initialement prévue pour 2016 puis pour 2025) est reportée en 2030 ; ce retard de cinq ans fait suite à la découverte de défauts de soudure.
En 2023, trois éléments essentiels du tore du tokamak sont jugés défectueux et devront être désassemblés, ce qui risque d'accroître encore le retard du programme.
En juin 2024, les 34 nations partenaires d'ITER approuvent un nouveau calendrier, qui remplace celui de 2016. La mise en route du réacteur est repoussée de neuf ans, à 2034 au lieu de 2025, et le premier bilan énergétique positif à 2039 (lors de courtes rafales, pour répondre aux préoccupations de sécurité du régulateur nucléaire en France). Les raisons avancées pour ce retard supplémentaire sont les défauts de fabrication, la pandémie de Covid-19 et la complexité d'une machine unique en son genre. Le nouveau directeur général d'ITER, Pietro Barabaschi, déclare alors vouloir « rattraper les retards du passé » en démarrant avec une machine plus aboutie,.
Le coût prévisionnel du projet est alors rehaussé de 5 milliards d'euros, atteignant près de 25 milliards d'euros, alors que l'estimation initiale était de 6,6 milliards d'euros. Ce surcoût est dû aux réparations rendues nécessaires par des défauts de soudure constatés en 2022 sur deux composants clés de la machine livrés par la Corée du Sud et installés au fond d'une zone impossible d'accès, et par le remplacement par du tungstène du béryllium prévu pour contenir le plasma et piéger une fraction significative de tritium produit par la fusion ; un grand nombre d'étapes additionnelles de tests et de simulation vont être mis en place.
En avril 2025, le système d’alimentation magnétique est livré par la Chine. Il comprend 31 ensembles gigantesques, pesant au total 1 600 tonnes, dont certains mesurent jusqu’à 15 mètres de diamètre. Conçus pour alimenter et refroidir les aimants supraconducteurs d’ITER, ces composants permettent de contenir et contrôler le plasma au sein du réacteur et ainsi de maintenir la réaction de fusion. Ce système renvoie aussi des signaux de contrôle et sert de canal de décharge, capable de libérer en toute sécurité l’énergie magnétique stockée.
Le coût total engagé est estimé en 2024 entre 20 et 40 milliards d'euros, fourchette large expliquée par l'inclusion ou non des apports en nature des partenaires. Le stade « d'énergie magnétique complète » est fixé à 2036, contre 2033 dans le calendrier originel établi en 2016, soit un retard moindre que pour le premier plasma, selon Pietro Barabaschi. Les défis concernant l'efficacité et la robustesse des installations, les financements, l’entretien et la sécurité des réacteurs restent importants.
Pourtant, des laboratoires universitaires et des start-ups et acteurs privés se sont aussi lancés dans la course à la fusion (notamment au Royaume-Uni, aux États-Unis, en Chine, au Japon et en Russie) ; elles ont déjà obtenu des avancées significatives dans la recherche et développement et les tests de nouveaux matériaux et de variants des technologies de fusion à base d’aimants (stellarators), lasers et tokamaks. Certains projets, plus légers qu'Iter, passent du stade de conception au stade de prototype.

## Histoire

### Proposition initialement soviétique

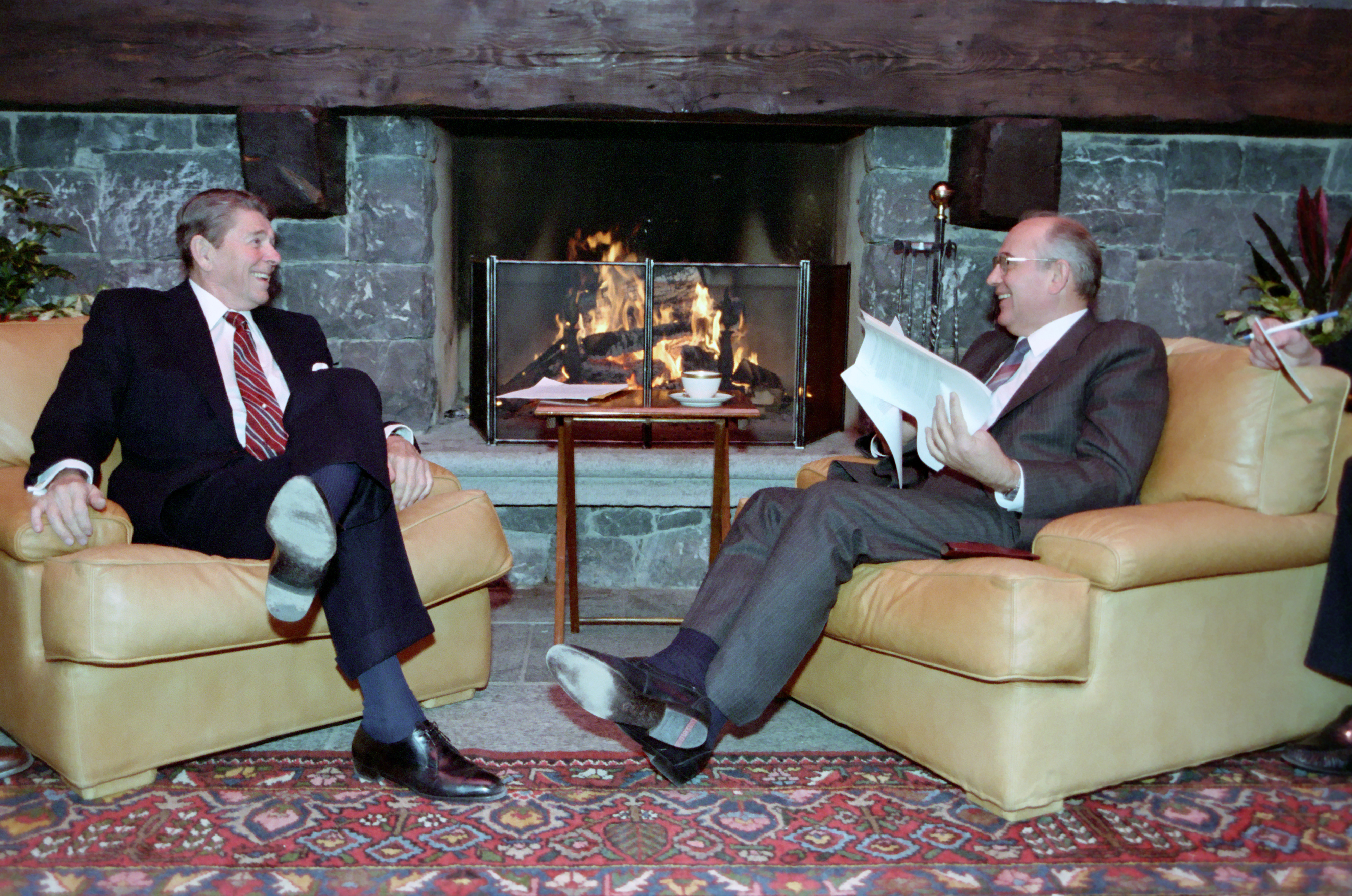
Reagan et Gorbachev au sommet de Genève en 1985.

Début octobre 1985, Mikhaïl Gorbatchev présente le projet à François Mitterrand lors de sa première visite en France. Puis un mois plus tard lors du sommet de Genève, en novembre 1985, Mikhaïl Gorbatchev convainc Ronald Reagan de participer au programme international pour construire la prochaine génération de tokamak. L'Union soviétique travaillait, depuis plusieurs années, sur ce type de réacteur exploitant la fusion nucléaire, phénomène qui existe en permanence au sein des étoiles.
En octobre 1986, les États-Unis, l'Union européenne (Euratom) et le Japon acceptent de rejoindre l'Union soviétique au sein de ce projet. C'est ainsi qu'il est décidé de créer ITER, qui est placé sous l'autorité de l'AIEA. Initialement, seuls quatre membres y participaient : la Russie, les États-Unis, l'Union Européenne (en association avec le Canada) et le Japon.

### Phase d'étude, de conception et de coordination
En avril 1988, débute la phase de conception (appelée conceptual design activities ou CDA). Cette phase avait pour but de faire la synthèse des résultats des différents programmes existants pour les intégrer. La CDA s'est terminé en décembre 1990.
En juillet 1992, à Washington aux États-Unis, les quatre membres signent un accord qui lance la phase d'ingénierie (appelée engineering design activity ou EDA) qui dure six ans. Cette phase se termine comme prévu fin 1998.
Les États-Unis quittent le projet à la fin de la phase EDA, car ils jugent ce projet incertain et ruineux.
À la suite du retrait des États-Unis est décidé le lancement de la deuxième phase de l'EDA. Cette seconde phase avait pour but de revoir à la baisse les objectifs de manière à prendre en considération le manque de financement engendré par le retrait des États-Unis. Cette phase se termine en juillet 2001.
La phase de coordination (appelée coordinated technical activities ou CTA) se termine fin 2002. Elle avait pour but de préparer la phase de conception et souleva la question de l'emplacement du site de construction, mais également celles du financement et du cadre juridique d'ITER.
En janvier 2003, la Chine rejoint le projet, suivie en février du retour des États-Unis et en juin de l'arrivée de la Corée du Sud.

### Choix du site de construction du prototype
Initialement, quatre sites de construction ont été proposés :
- Cadarache, au sud de la France ;
- Clarington, en Ontario au Canada ;
- Rokkasho, au nord de l'île Honshū au Japon ;
- Vandellos, en Espagne.

Le choix du site était très important politiquement, mais surtout économiquement. L'investissement est estimé à dix milliards d'euros sur quarante ans. Une étude réalisée en France en 2002 prévoit qu'ITER créera trois mille emplois indirects pendant les dix ans de construction et 3 250 emplois indirects pendant les vingt ans d'exploitation.
Après une querelle franco-espagnole, l'Espagne retire sa proposition le 26 novembre 2003. Cadarache reste ainsi le seul site soutenu par l'Union européenne. La proposition canadienne de Clarington a disparu d'elle-même, faute de véritable financement et de volonté politique des Canadiens, qui ont décidé de rejoindre le point de vue de l'UE. Le site de Cadarache reçoit le soutien de la Chine et de la Russie tandis que le site de Rokkasho reçoit celui des États-Unis et de la Corée du Sud.

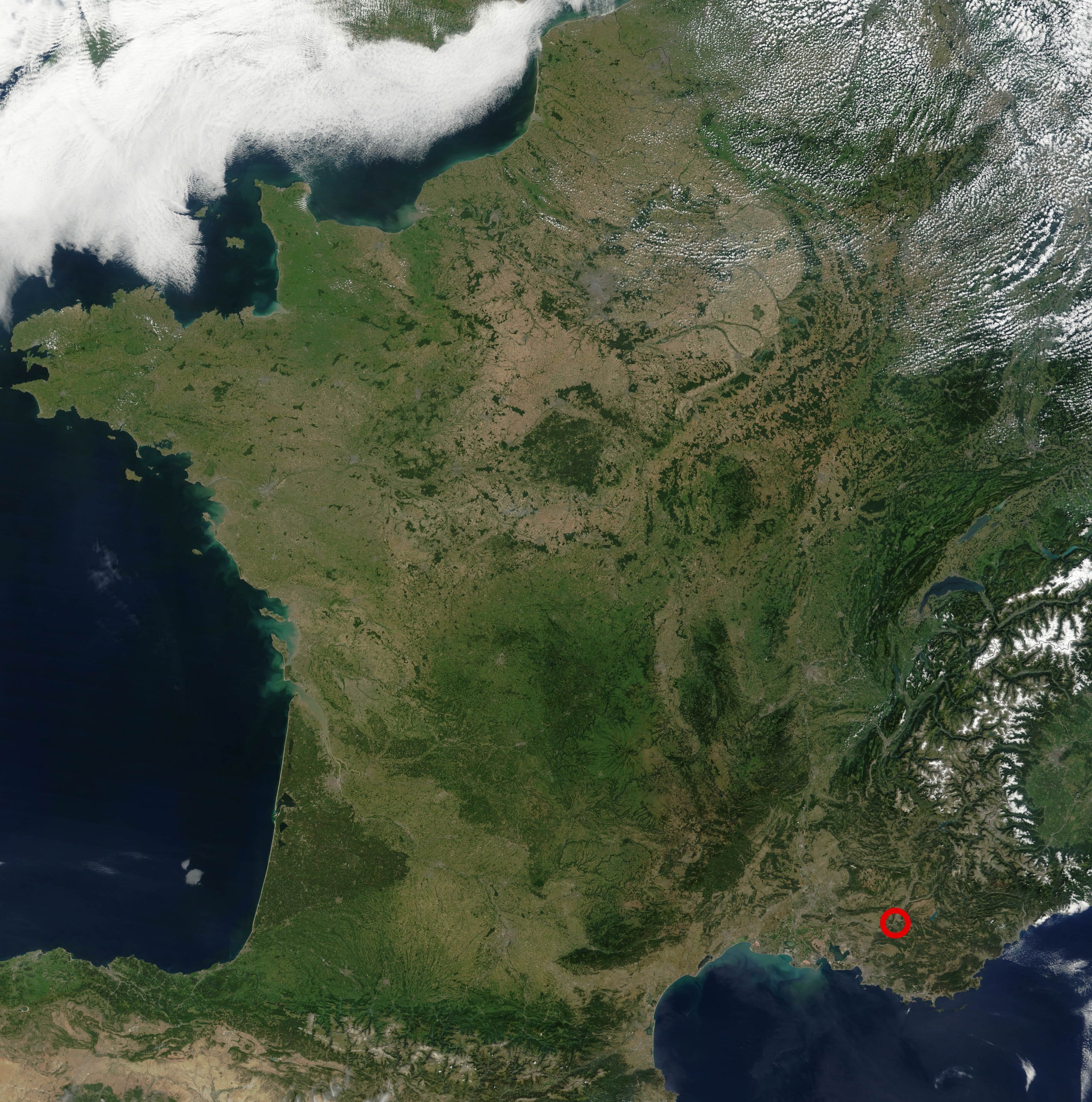
Emplacement du site de Cadarache en France.

En mai 2005, avant même que le choix du site n'ait été arrêté, le site de Cadarache semble déjà avoir l'avantage, si bien que l'Union européenne décide, quelle que soit la décision, d'y commencer les travaux.
Alors que le gouvernement japonais défend toujours officiellement la candidature de son site, il laisse entendre à plusieurs reprises qu'il ne se battra plus pour avoir 100 % du projet. Le 5 mai à Genève en Suisse, un accord technique est signé entre le Japon et l'Union européenne, où il est stipulé que le pays hôte (aucun nom n'est alors cité) assumera 40 % du prix de la construction, alors que le pays non hôte obtiendra :
- 20 % des contrats industriels pour la construction et 20 % des effectifs permanents ;
- un programme complémentaire de recherche d'un montant de 700 millions d'euros financé à moitié par les pays hôte et non-hôte ;
- la construction d'un centre d'étude de matériaux pour la paroi d'ITER, baptisé International Fusion Materials Irradiation Facility (IFMIF) ;
- le soutien du pays hôte à sa candidature pour le poste de directeur général.

Tous ces avantages seront obtenus sans que la contribution augmente par rapport aux autres membres non-hôtes, qui est de 10 % du coût de construction. Le Japon renonce alors implicitement à accueillir le réacteur, mais gagne sur de nombreux tableaux.
C'est finalement à Moscou, le 28 juin 2005, qu'est signée la déclaration commune de tous les membres du programme, désignant Cadarache comme le site de construction du réacteur. Kaname Ikeda (en), ancien ambassadeur japonais, nommé comme directeur général de l'organisation en décembre 2005, prend ses fonctions en octobre 2007, à l'occasion de l'entrée en vigueur de l'accord sur la création de l'organisation internationale ITER.

### Accord final et début de la construction

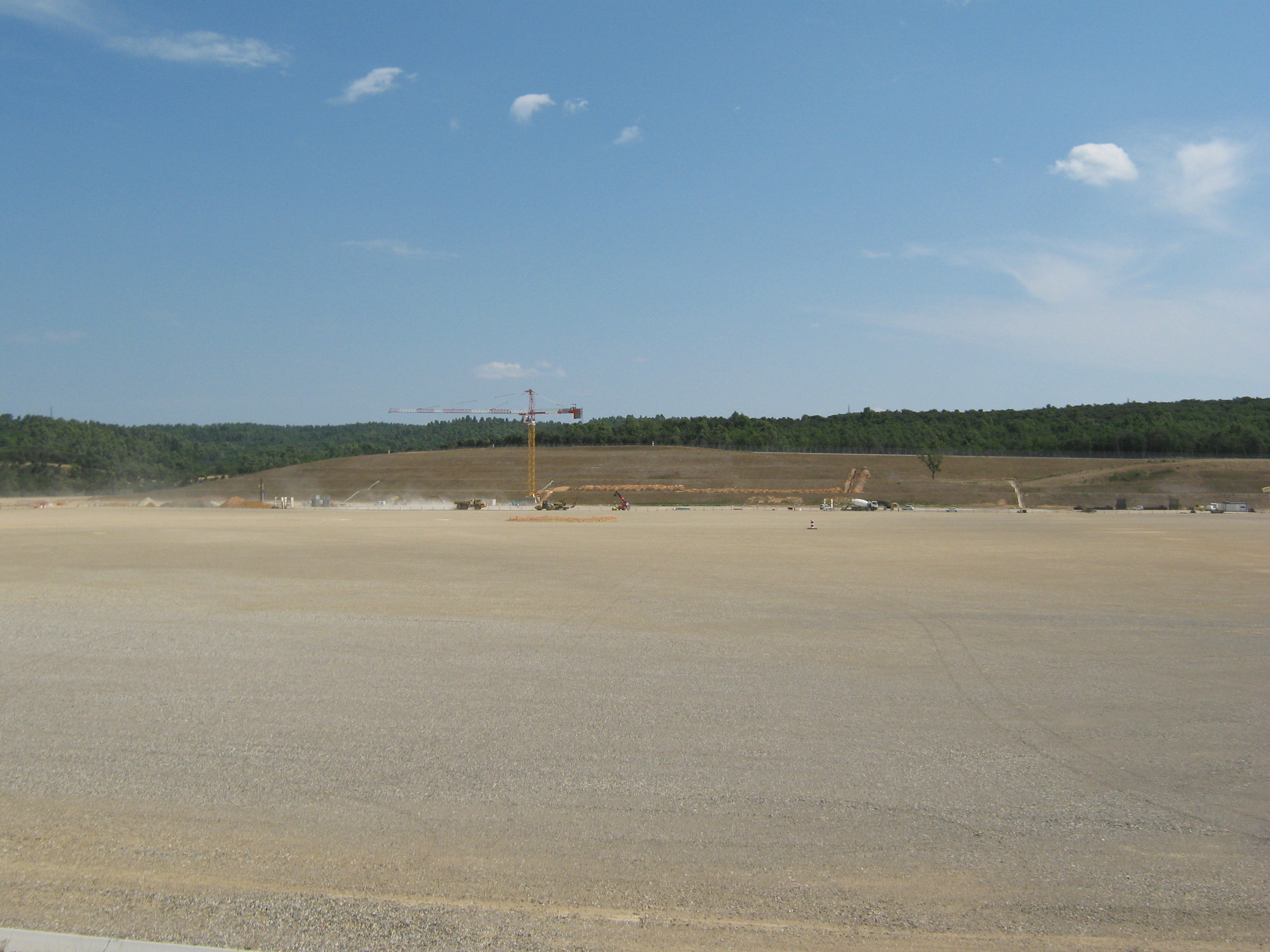
Le site d'ITER en août 2010.

Le 21 novembre 2006 est signé au palais de l'Élysée l'accord final sur la construction d'ITER, par les représentants de la Chine, de la Corée du Sud, des États-Unis, de l'Inde, du Japon, de la Russie et de l'Union européenne. La même journée, après la signature de l'accord, le premier conseil des gouverneurs d'ITER a eu lieu au Centre de conférences internationales à Paris.
La phase de construction débute en 2007 et doit durer dix ans. La première phase consiste à défricher la moitié des 180 hectares du site, l'autre moitié restant à l'état naturel. Durant cette phase, l'archéologie préventive met en lumière quelques découvertes comme une nécropole du Ve siècle et une fabrique de verre du XVIIIe siècle. Pour acheminer les équipements nécessaires à la construction des installations, 104 km de routes et de pistes sont aménagés.
Le 8 novembre 2019, Vinci annonce la livraison d'une partie des premiers bâtiments.

### Phase d'enquête publique et autorisation
L'enquête publique relative à la création de l'installation à Cadarache est ouverte (quatre ans après le début de la construction) du 15 juin au 20 juillet 2011 dans les communes de : Jouques, Gréoux-les-Bains, Corbières, Beaumont-de-Pertuis, Saint-Julien-le-Montagnier, Sainte-Tulle, Vinon-sur-Verdon, Ginasservis, Rians, Saint-Paul-lès-Durance, Mirabeau et Manosque. Le décret autorisant la construction de l'installation nucléaire de base ITER paraît au Journal Officiel le 10 novembre 2012.

### Phase de construction

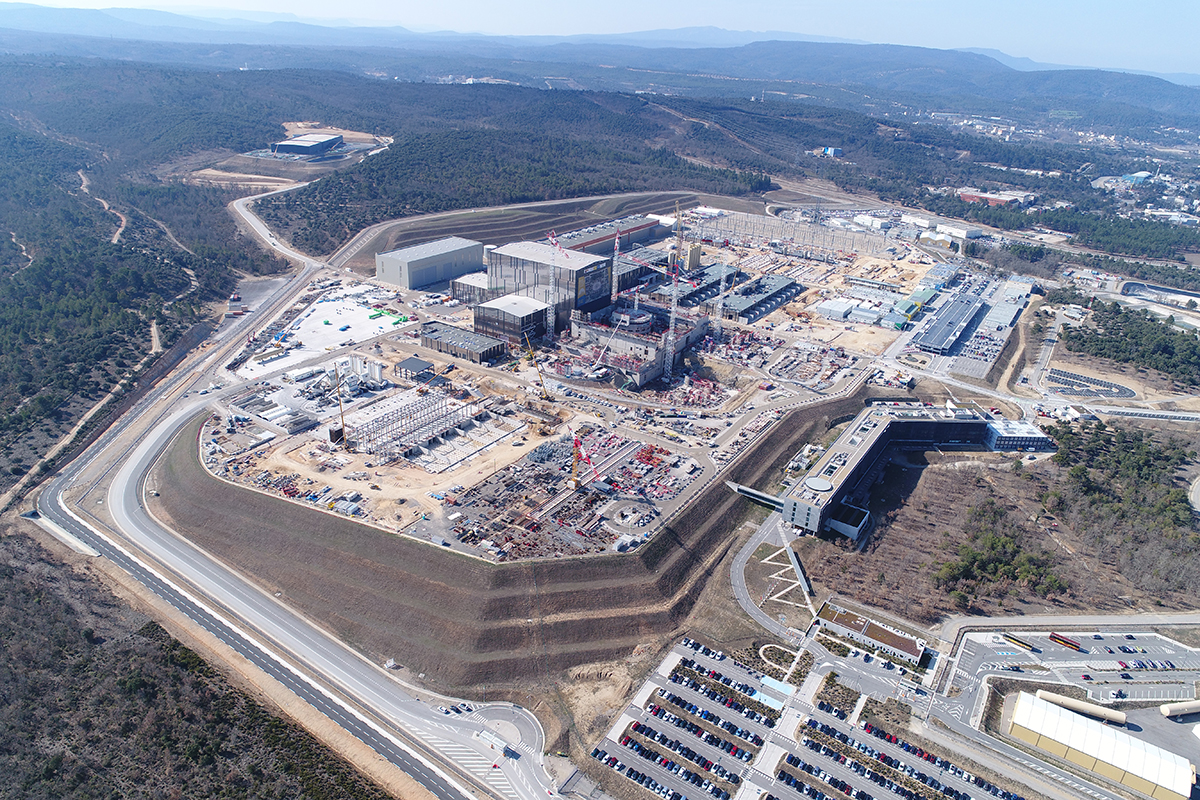
Le chantier d'ITER en mars 2018.

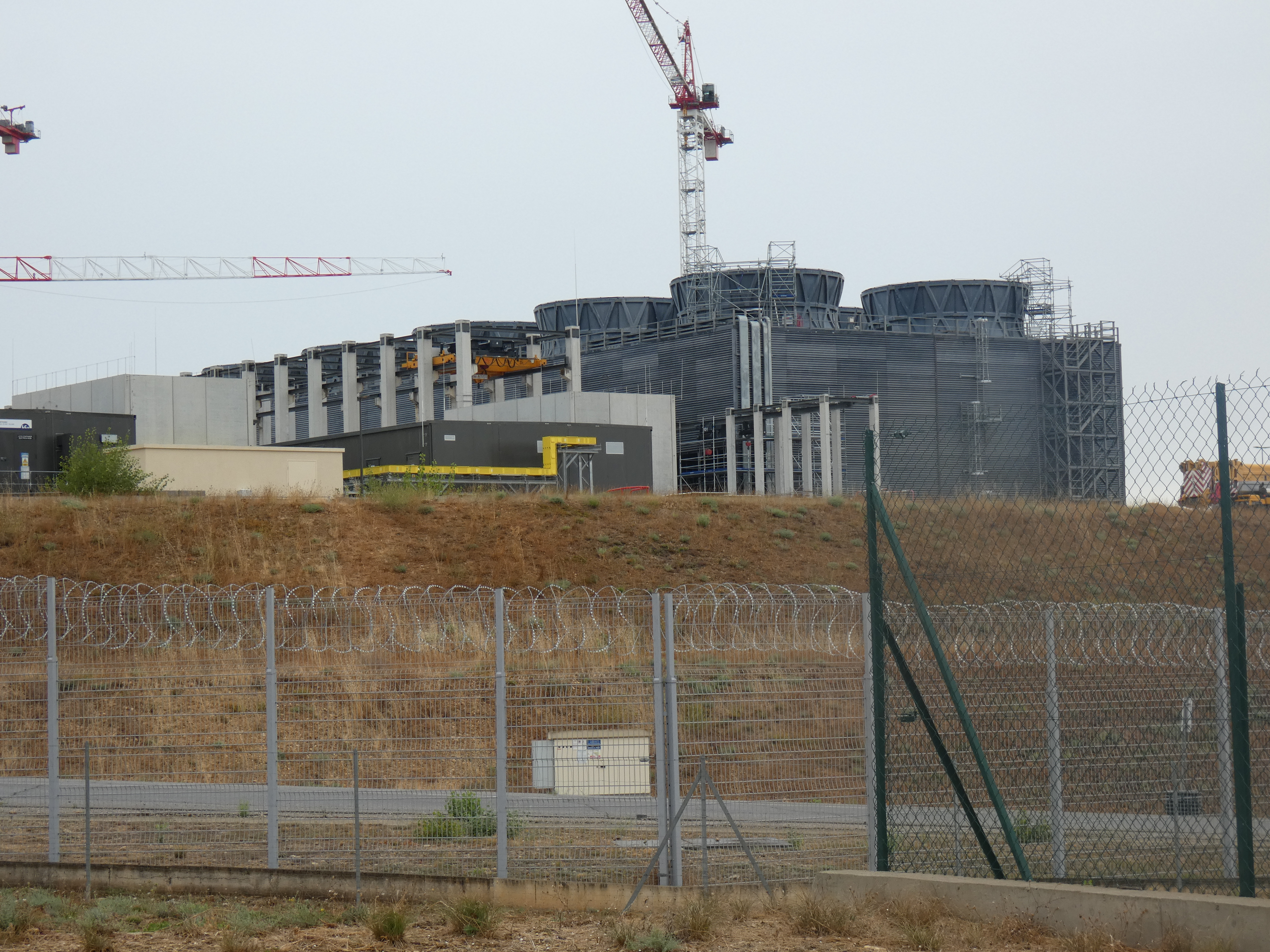
Chantier ITER : le bâtiment de rejet de chaleur.

En juin 2019, la construction du futur réacteur expérimental de fusion nucléaire est achevée à 60 %. Après dix ans d'usinage complexe, les plus gros composants sont presque achevés et en 2020 commencera leur assemblage : un million d'éléments constitués de dix millions de pièces ; la phase des tests grandeur nature a démarré sur les machines d'assemblage.
Malgré les sanctions liées à l'invasion de l'Ukraine, la Russie maintient sa participation au projet et envoie les éléments prévus en France en novembre 2022.

## Projet

### Organisation
La gestion d'ITER est réalisée par un ensemble d'instances où se réunissent les membres. La principale instance est le Conseil ITER, dont les membres sont des représentants de tous les partenaires. Ce conseil est assisté d'un comité scientifique et technique, le Scientific and Technical advisory committee ou STAC, et d'un comité de gestion, le Management advisory committee ou MAC.
Bernard Bigot a été directeur général d'ITER entre 2015 et 2022. Après son décès en mai 2022, Eisuke Tada est devenu le dirigeant par intérim du projet.

#### Pays membres du projet

Les trente-cinq pays participant au projet ITER.

En 2014, les pays membres du projet sont :
- la Russie ;
- la Chine ;
- la Corée du Sud ;
- les États-Unis ;
- le Japon ;
- les pays de l'Union européenne (Euratom) ;
- l'Inde, à hauteur de 10 %.

La Suisse, en raison de son association au programme européen de recherche, participe via Euratom au projet.
Le Brésil dépose également sa candidature pour rejoindre le projet. Ce financement supplémentaire peut devenir essentiel en cas de dépassement (fréquent dans les grands projets nucléaires) du budget alloué initialement au projet[réf. nécessaire].
En 2007, le Kazakhstan fait savoir qu'il désire être membre à part entière du programme, ce qui peut se réaliser, sous réserve de l'accord des gouvernements des autres partenaires.
Le Royaume-Uni, quittant Euratom en 2020 dans le cadre du Brexit, va devoir trouver un nouvel accord pour continuer à participer au projet ; les contrats existants sont pour leur part maintenus.

### Phase d'exploitation
La phase d'exploitation aurait dû commencer en 2025 (premier plasma), mais « ne devrait pas avoir lieu avant 2030 ».
L'objectif d'ITER est de pouvoir entretenir des fusions d'une durée de 400 secondes,.
Bernard Bigot présente, en janvier 2019, la phase d'exploitation d'ITER : après le premier plasma en 2025, les équipements de collecte de l’énergie seront installés. Cette étape majeure devrait se terminer vers 2028. Elle permettra de valider la phase de pré-fusion, c’est-à-dire de production d’énergie avec de l’hydrogène classique, du deutérium ou de l’hélium. Après cette phase, la machine sera disponible pendant dix-huit mois pour les scientifiques qui souhaiteraient mener des expériences. Dans un deuxième temps, à partir de 2030, des systèmes de chauffage complémentaires indispensables pour parvenir à un plasma de fusion, seront installés. C’est le cas du système de chauffage par injection de particules neutres qui permet d’accélérer les noyaux d’hydrogène à très grande vitesse pour augmenter le chauffage du plasma afin de le porter à la température de fusion de 150 millions de degrés, température nécessaire pour un plasma auto-entretenu. En 2032 une nouvelle campagne de travail sur la machine sera offerte aux physiciens ; en parallèle sera finalisée la construction de l’installation du cycle du combustible, qui séparera l’hélium produit au sein du plasma par la fusion de l’hydrogène et recyclera le tritium et le deutérium produits par la fusion pour les stocker temporairement et les réinjecter dans la machine. L’objectif est qu’en 2035 ITER atteigne sa pleine puissance.

### Phase de démantèlement
Une fois la phase d'exploitation terminée, il faudra démanteler l'installation. Les sous-produits de fusion nucléaire issus d'ITER sont peu voire pas du tout radioactifs, ce qui n'est pas le cas de la chambre, qui devra être traitée pour respecter les normes de sécurité qui seront alors en vigueur. Des déchets vont également être indirectement produits par la dégradation de la chambre sous irradiation (rayonnements alpha échappant au confinement, neutrons). Par exemple, des atomes de carbone seront arrachés aux céramiques des parois, ce qui conduit à la production d'hydrocarbures tritiés, dans l'enceinte de confinement.
La phase de désactivation devrait durer cinq ans, puis le démantèlement à la charge de la France devrait durer dix ans.

### Après ITER
Après la phase d'exploitation et suivant les résultats obtenus (le « seuil de rentabilité » de production d'énergie dépassé ou non), un autre réacteur expérimental de puissance équivalente à un réacteur industriel pourrait être créé. Nommé Demo (pour demonstration power plant, « centrale électrique de démonstration »), il sera destiné à étudier la possibilité d'une exploitation commerciale à proprement parler. Demo devra atteindre le seuil d'« ignition » dans lequel le chauffage du plasma est réalisé par l'énergie des alphas produits sans apport d'électricité.
Bernard Bigot espère « qu’aux alentours de 2040 nous serons suffisamment convaincants pour que les industriels s’intéressent à la machine qui suivra : Demo. Ce sera le premier démonstrateur industriel, c’est-à-dire fonctionnant en continu pour produire de l’énergie, et qui sera cette fois connecté au réseau électrique. Après une dizaine d’années de concertation avec les industriels et de conception d’un réacteur bénéficiant de tous les retours d’expérience d’ITER et de Demo, nous pensons que dès 2045-2050, la construction de la première centrale à fusion commerciale pourra être lancée. Cela prendra sans doute au minimum une dizaine d’années ».
Après Démo serait construit PROTO, un réacteur à valeur de prototype industriel,,.
Par la suite, les premiers réacteurs d'application pourront être fabriqués. Les prototypes à construire sont de taille et puissance importantes[Combien ?].

## Description
ITER est le plus grand chantier scientifique mondial des années 2010,,,,. Il contiendra le plus grand réacteur à fusion nucléaire du monde lors de son achèvement. Il est intégré dans un complexe composé de trois bâtiments, sur une hauteur de 60 mètres et une largeur de 120 mètres. Par son ampleur et son ambition, le projet a été comparé au programme Apollo.

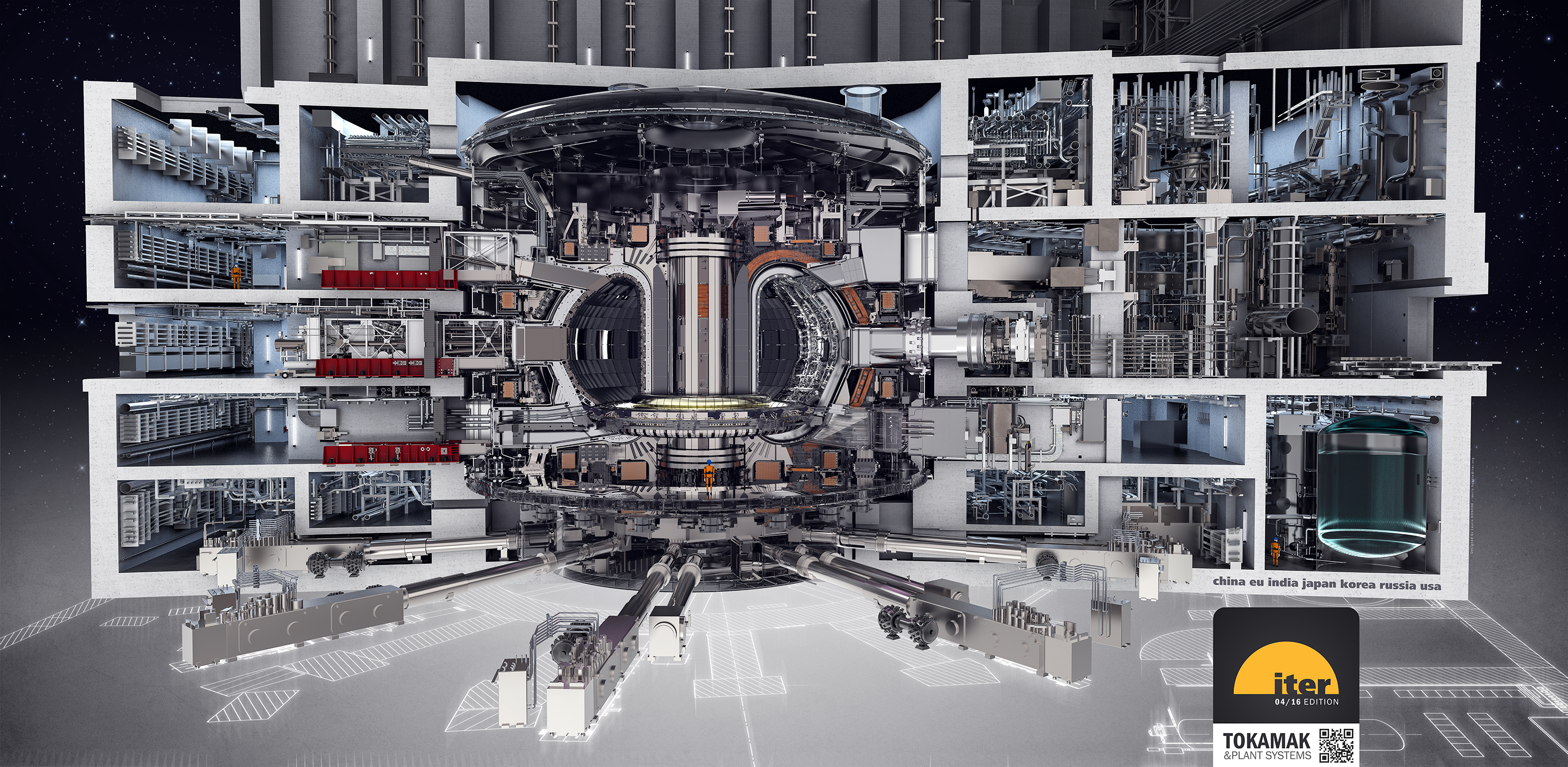
Concept art du réacteur expérimental ITER. Un réacteur de démonstration dans la suite d'ITER aurait la même conception et serait environ 30 % plus grand (l'échelle est donnée par un personnage au centre sous le solénoïde).

### Tokamak
ITER est un tokamak, c'est un réacteur nucléaire à fusion, destiné à générer de l'énergie à partir de combustible. Le combustible est stocké sous forme de quelques grammes de plasma dans une chambre à vide très poussé de forme toroïdale. Ce plasma est chauffé à 150 millions de degrés pour déclencher des réactions de fusion, qui dégagent de l'énergie. Pour protéger les parois de la température, le plasma est confiné par un champ magnétique de 13 T,, généré par des électroaimants supraconducteurs maintenus à −269 °C. Les parois sont tout de même chauffées par les particules issues des réactions nucléaires et par le rayonnement thermique émis par le plasma, elles doivent donc être en permanence refroidies.

#### Composants du réacteur

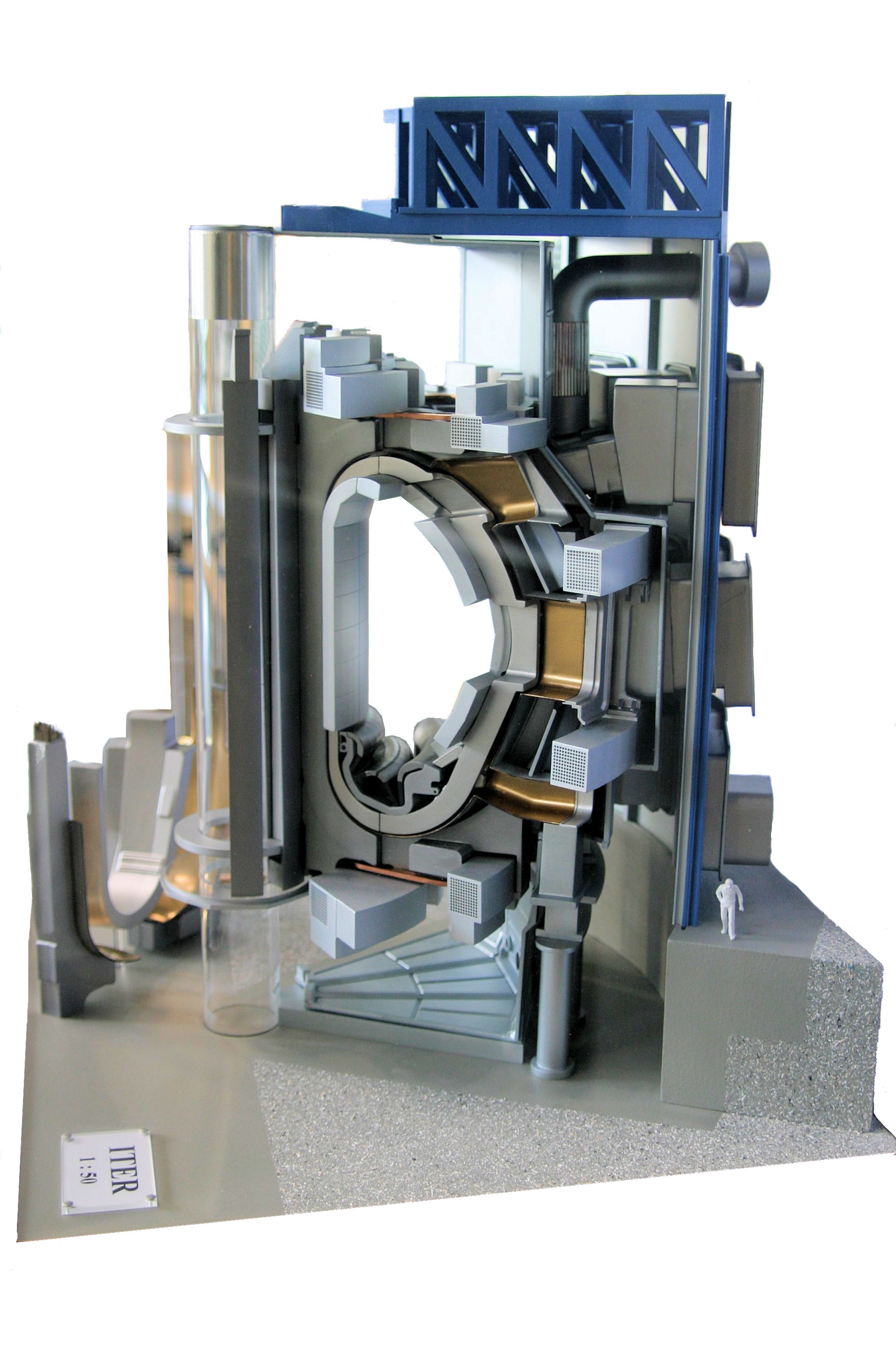
Profil de la chambre à vide du tore.

##### Chambre à vide
La chambre à vide est constituée de deux parois d'acier entre lesquelles circule de l'eau de refroidissement. Le volume de plasma qu'elle peut contenir est plus de huit fois plus important que dans les précédents tokamaks. Elle est percée de 40 trous qui permettent d'y connecter le système de chauffage du plasma, les pompes à vides, et qui permettent l'accès pour la maintenance.

##### Couverture de la chambre à vide
La couverture de la chambre à vide est constituée de dalles en cuivre et recouverte de béryllium. Elle a deux fonctions. La première est d'absorber les neutrons produits par les réactions de fusion et de capter leur chaleur pour la transmettre aux systèmes de refroidissement. La deuxième est la production de tritium à partir de lithium. Cette deuxième fonction ne sera utilisée que dans les dernières phases de recherche au sein d'ITER, lors desquelles seront testés différents types de dalles proposés par des équipes de recherche. L'étude de l'auto-production de tritium par ITER est l'un des principaux sujets de recherche pour le passage à l'industrialisation de la fusion.

##### Système d'aimants
Quatre types d'électroaimants participent au contrôle du plasma et de la réaction, :
- les bobines toroïdales ont pour rôle principal de confiner le plasma ;
- le solénoïde central induit le courant dans le plasma et contribue à son chauffage ;
- les bobines poloïdales pincent (en) le plasma, en conjonction avec le courant induit dans le plasma lui-même, et contribuent à l'éloigner des parois de la chambre ;
- les aimants de correction.

Ces électroaimants sont supraconducteurs, refroidis par le système cryogénique à 4,5 K. Les caractéristiques des aimants sont données dans le tableau ci-dessous.
|                    | Matériau conducteur | Longueur de bobinage | Masse   | Courant nominal | Champ magnétique | Énergie stockée | Coût (prévision en 2011) |
| Bobines poloïdales | NbTi                | 65 km                | 2 163 t | 52 kA           | 6 T              | 4 GJ            | 122 M€                   |
| Bobines toroïdales | Nb3Sn               | 88 km                | 6 540 t | 68 kA           | 11,8 T           | 41 GJ           | 323 M€                   |
| Solénoïde central  | Nb3Sn               | 42 km                | 974 t   | 46 kA           | 13 T             | 6,4 GJ          | 135 M€                   |

##### Paramètres techniques
Les principales caractéristiques d'ITER sont :
- puissance thermique de la fusion : 500 MW ;
- puissance électrique consommée au démarrage : 500 MW ;
- puissance électrique pour chauffer le plasma : 150 MW consommée (produisant seulement 50 MW de puissance thermique injectée);
- puissance électrique pour le fonctionnement lors de la création de plasma maximum : 620 MW ;
- petit rayon du plasma : 2 m ;
- grand rayon du plasma : 6,20 m ;
- hauteur du plasma : 6,80 m ;
- volume plasma : 840 m3 ;
- masse plasma : variable, de l'ordre du gramme ;
- courant plasma : 15 MA ;
- champ magnétique toroïdal : 5,3 T ;
- durée de maintien : de six minutes à une heure ;
- bilan énergétique : Qplasma = 10 (rapport entre l'énergie fournie par le plasma et l'énergie extérieure fournie au plasma).

Les puissances électriques mises en jeu sont importantes et supposent l'existence d'un réseau électrique robuste pour faire face aux appels de charge.

### Site d'implantation
Le site de Cadarache est organisé autour du bâtiment tokamak. Il comprend de nombreux bâtiments annexes destinés à la fabrication de certaines pièces, au montage du réacteur, ainsi qu'à son alimentation en électricité.

#### Complexe tokamak
Ce complexe est composé du bâtiment tokamak et de plusieurs bâtiments qui lui sont accolés. Ces bâtiments contiennent les tours de refroidissement, les pompes à vide, la salle de contrôle ainsi qu'un système de maintenance robotisé qui permet de démonter ou monter à distance les éléments de la chambre de combustion, afin de limiter l'exposition des opérateurs à la radioactivité. Le tokamak est monté sur des patins anti-sismiques. Un bouclier en béton armé de trois mètres d'épaisseur bloque les radiations qu'il émet et protège les installations qui l'entourent. Cet édifice pèse 400 000 tonnes et mesure 80 mètres de large, 120 mètres de long et 80 mètres de haut.

#### Bâtiment PF
Le bâtiment PF est destiné au bobinage des aimants à champ poloïdal trop grands pour être assemblés dans les pays partenaires (poloidal field en anglais, abrégé en PF). Il mesure 257 m de long pour 49 m de large. Sa construction est achevée en février 2012 et le bobinage des aimants commence en 2013.

#### Atelier cryostat
L'atelier cryostat est destiné à assembler les composants du cryostat, fabriqués en Inde. Le bâtiment est terminé en septembre 2014 et le premier élément de cryostat devait être livré en septembre 2015.
Le cryostat est une structure en acier soudé destinée à isoler thermiquement les aimants et toute la machine. En effet, les aimants sont constitués de bobines supra-conductrices refroidies à −269 °C. Enveloppant la chambre à vide et les aimants supraconducteurs, le cryostat est lui-même sous vide et remplit également une fonction de structure mécanique.

#### Bâtiment d'assemblage
Dans le bâtiment d'assemblage sont pré-assemblés les éléments du tokamak avant leur installation.
Il est situé près de la fosse sismique et du complexe tokamak. Il mesure 60 mètres de haut, 97 mètres de long, 60 mètres de large.

#### Siège
Le bâtiment administratif contient des bureaux pour huit cents personnes ainsi que des salles de conférence, de réunion, un restaurant, une bibliothèque, un auditorium et une salle de réalité augmentée. Le siège d'ITER est situé en contrebas de la plateforme et conçu en forme d'aile. Il a été achevé en 2012, mais une extension a été finalisée en 2014 pour accroître la capacité d'accueil du bâtiment (jusqu'à 800 personnes) .

### Objectifs techniques

#### Objectifs principaux
Le premier objectif consiste à générer un plasma de fusion équivalent à 500 MWth de puissance thermique en consommant seulement environ 300 MWe de puissance électrique pendant 400 s (6 min 40 s), dépassant ainsi le « seuil de rentabilité ». Le record mondial est, en 2020, une puissance thermique de 16 MWth générée pour une puissance électrique fournie de 700 MWe, pendant une seconde, réalisée par le tokamak européen JET.
Le second objectif vise à maintenir les réactions de fusion dans le plasma pendant au moins 1 000 s (16 min 40 s) et jusqu'à 3 000 s (50 min). Dans ce cas, pour 300 MWe fournis, seuls 250 MWth seraient produits. Le record mondial de durée est, en 2020, de 6 min 30 s, réalisé par le tokamak français Tore Supra en 2003.

#### Autres objectifs
- Démontrer la capacité du système à régénérer le tritium au moins de façon théorique.
- Démontrer la capacité du système à extraire l'hélium produit.

## Problématiques scientifiques et techniques
La fusion est un domaine à la fois novateur conceptuellement et techniquement. Les problèmes à résoudre sont nombreux et très complexes. Tous sont clairement identifiés depuis le début du projet et font l'objet de recherches intenses par de nombreux laboratoires de par le monde. Certains défis semblaient impossibles à relever il y a une dizaine d'années. De nos jours, même les plus grosses difficultés présentent des axes de tests et d'essai, qui sont justement le but d'un réacteur expérimental.

### Problèmes majeurs

#### Contrôle des disruptions

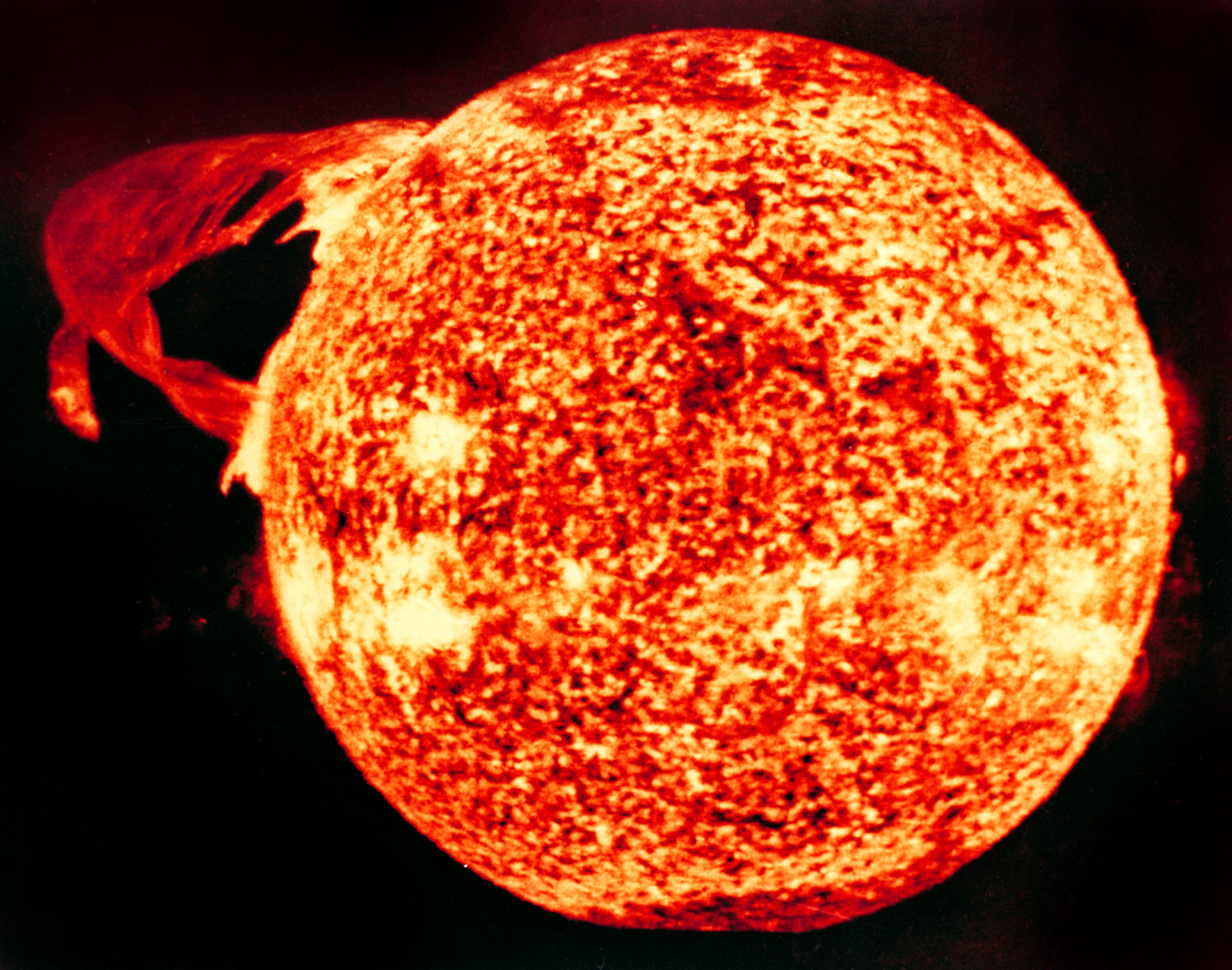
Une protubérance solaire importante, conséquence d'une disruption dans le flux de plasma.

Dans un fluide en écoulement turbulent et soumis à d'intenses champs magnétiques, des concentrations locales du champ magnétique peuvent créer des boucles de champs (modes de disruptions). L'exemple typique sont les protubérances solaires. Le même phénomène peut se produire dans le plasma et conduire à la projection de particules hautement énergétiques sur la paroi du réacteur, phénomène appelé « disruption ». Les conséquences sont une dégradation de la paroi du réacteur, un arrêt de la réaction et une sollicitation mécanique intense des bobines et de la structure.
Plusieurs solutions sont étudiées. La première est d'augmenter le volume du plasma pour le stabiliser, d'où en partie le volume du réacteur. Les autres solutions testées dans ITER reposent sur un système de détection rapide des disruptions (opérationnel à ce jour, mais encore trop lent pour éviter que certaines décharges disruptives n'endommagent le matériel) pour :
- neutraliser le plasma (injection de gaz neutres) ;
- désamorcer les disruptions par modulation du chauffage micro-ondes.

#### Maîtrise de la radiolyse
La radiolyse de l'eau est connue depuis plus d'un siècle. Elle est un problème pour toutes les installations qui utilisent de l'eau près de sources radioactives intenses. Au vu de l'intensité des rayonnements en jeu, les risques de radiolyse sur les matériaux du réacteur sont très importants sur ITER (environ dix fois plus élevés que dans une centrale nucléaire). On peut identifier deux produits particulièrement sensibles :
- la paroi du réacteur, en contact direct avec le flux ;
- l'eau de refroidissement, proche de la paroi (avec un risque de corrosion ou d'explosion des tuyaux).

Le défi est de trouver la solution optimale qui limitera les déchets radioactifs et de maîtriser les flux de particules et rayonnement au travers des différents matériaux. C'est l'un des axes notables de recherche autour d'ITER, et l'une de ses raisons d'être.

#### Contrôle de l'érosion de la paroi et de certains éléments insérés dans la paroi
Grâce au confinement magnétique, le plasma est très chaud dans sa partie confinée mais beaucoup moins chaud en périphérie (zone dite « plasma de bord »). La température électronique du cœur du plasma magnétisé atteint environ 1 keV, alors que le bord se maintient entre 10 et 50 eV. Les concepteurs du tore d'ITER y ont prévu des flux thermiques moyens de l’ordre du mégawatt par mètre carré pour les parois, mais pouvant atteindre 15 à 20 MW/m2 localement ou épisodiquement sur les composants les plus sollicités des parois, « pointant un problème critique de durée de vie et d'érosion ».
Des écoulements plasmas périphériques auto-générés contrôlent en grande partie la migration des impuretés métalliques issues de l'érosion de ces parois, et il est possible que ces écoulements puissent rétroagir sur les processus de déconfinement et influencer l’établissement spontané de « barrières de transport », mais les fortes asymétries de flux sont encore mal comprises. ITER utilise l'hydrogène et ses isotopes, or l'hydrogène se solubilise dans de nombreux métaux et les fragilise ; le phénomène de fragilisation par l'hydrogène doit être dans ce contexte parfaitement maîtrisé et pris en compte. Il s'agit notamment de mieux détecter les isotopes de l'hydrogène dans les matériaux, car « leur présence peut induire de graves problèmes [de] dégradation des matériaux et de raccourcissement de leur durée de vie ».
En fonctionnement et en cas d'accident avec entrée d'air, l’un des risques posés par ITER est la possible formation d’une atmosphère inflammable composée de poussières et d'hydrogène, explosive dans ce contexte. En effet, il est prévu que le plasma contenu dans la cuve à vide (VV) érodera lentement les surfaces des parois composées de tungstène, de béryllium et de graphite en générant « plusieurs centaines de kilogrammes de poussière métallique et de particules de graphite ». Si de l’eau ou de l’air pénètre dans le tore aux températures rencontrées là, la vapeur peut réagir avec les poussières et les matériaux métalliques (béryllium et tungstène essentiellement), dont les surfaces seront chaudes, et réagir en produisant de l’hydrogène (par craquage de l'eau). Une explosion serait source de charges de pression élevées[réf. souhaitée].
Avant 2016, il existait une littérature scientifique assez abondante sur le phénomène de détonation d'hydrogène,,,, et sur la combustion de mélanges à base d'hydrogène,,,, évoquant notamment l'importance des vitesses de combustion laminaire,,, des délais d'auto-inflammation aux échelles de pressions et de températures qui sont celles d'ITER ou encore des paramètres de détonation,,, mais aucune donnée n’était disponible sur les mélanges gazo-nanoparticulaires ou particulaires tels que ceux prévus dans le tore d'ITER. Une étude de 2016 présente plusieurs modèles de réactions explosives dues à la combustion de mélanges poussière métallique-hydrogène-air dans une enceinte fermée de ce type.

#### Contrôle de la diversion des déchets

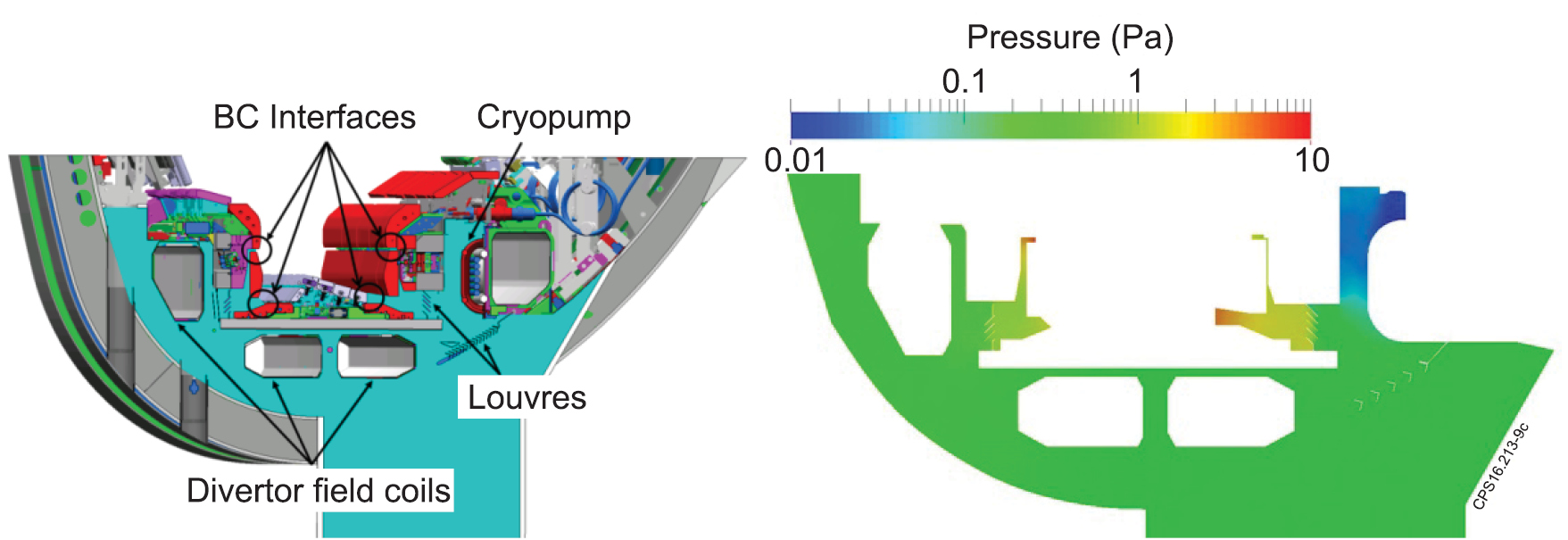
Divertor du JET.

Comme toute réaction, la fusion fabrique des déchets. Son processus génère dans le réacteur des résidus d'érosion du tore (centaines de kilogrammes de poussière de métal) et de l'hélium (produits de la réaction). Pour cette raison, il faut faire diverger une partie du flux du plasma contenant l'hélium vers le bas du tokamak. C'est le rôle du divertor, pièce hautement sensible du réacteur,,,,. Des divertors fonctionnent dans d'autres tokamaks depuis des décennies. Le divertor d'ITER a une géométrie et une technologie de base arrêtée depuis longtemps. En revanche, la maîtrise fine du flux et des matériaux de la paroi conditionneront la rentabilité industrielle du système, d'où l'importance de la recherche qui sera menée autour de cet élément.

### Problèmes secondaires

#### Isolation thermique
L'isolation thermique du plasma était un grand défi, car le plasma chauffé à de telles températures rayonne beaucoup, ce qui correspond à une perte d'énergie, comme un morceau de fer chauffé à blanc (rayonnement notamment en infrarouge, cause essentielle de son refroidissement). De plus, il est très peu dense, donc se refroidit très vite. Dans des petits tokamaks, on atteint rapidement des températures où le plasma perd quasi instantanément toute l'énergie qu'il reçoit, ce qui représente une limite de température. Cette limite est trop basse pour pouvoir déclencher les réactions de fusion.
La solution consiste à construire un réacteur plus gros, qui permette d'augmenter le volume du plasma et donc de limiter son rayonnement : une plus grande proportion de rayonnement sera dirigé et re-capté par une autre région du plasma, limitant grandement les pertes thermiques. C'est une des raisons essentielles de la taille et de l'envergure du projet ITER.

#### Approvisionnement en deutérium
Le deutérium constitue 0,015 % des atomes d'hydrogène et peut être extrait de l'eau de mer (≈32,4 g/m3) pour un coût d'environ 4 000 €/kg (estimation de 2001).
Techniquement, il n'y a pas de défi technologique, et ce problème ne concernerait que les centrales de production industrielles (et pas un réacteur expérimental tel qu'ITER).

#### Approvisionnement en tritium à partir du lithium

##### Généralités
La période ou demi-vie du tritium (12,32 ans) est trop courte pour le trouver naturellement autrement qu'à l'état de traces infimes. La conservation du tritium sur de longues durées suppose des extractions périodiques de l'hélium 3 produit par radioactivité bêta ; environ 5,47 % du tritium est ainsi perdu chaque année. On ne sait en fabriquer qu'en faible quantité, notamment dans les réacteurs à eau lourde, et à un coût de trois mille dollars par gramme en 2004. La charge de tritium d'ITER représente donc une masse importante en comparaison des stocks détenus par les principaux producteurs, l'Inde ou le Canada.
L'inventaire total en tritium sur ITER pendant son exploitation en phase nucléaire sera de l'ordre de 2 kg, ce qui nécessitera une prise en charge spécifique pour éviter tout impact biologique et écologique du tritium.
La solution proposée, le confinement du tritium (en faibles volumes et pour de faibles durées), ne pose pas de problème majeur mais une vigilance particulière est inhérente à la manipulation d'un gaz radioactif qui peut contaminer l'air et l'eau (eau tritiée). En revanche, la génération in situ de ce tritium est un enjeu important : l'utilisation de lithium dans des cellules génératrices de tritium installées dans la paroi du réacteur permettrait de générer automatiquement le tritium nécessaire (par désintégration du lithium sous le bombardement de particules issues du plasma). C'est le concept de paroi tritigène.

##### Génération de tritium
Un des enjeux d'ITER est que le réacteur produise le tritium dont il a besoin, matière première de la fusion. Ce tritium est produit à partir d'une source dite tritigène, le lithium :
- la réaction de fusion du deutérium et du tritium libère un unique neutron[c] de forte énergie (14,1 MeV), dans tous les cas, accompagné d'une particule alpha (chargée électriquement donc restant dans le tokamak) de 3,5 MeV (total libéré par la fusion nucléaire deutérium tritium = 17,6 MeV) ;
- la formation d'un atome de tritium à partir d'un atome de lithium demande un neutron ; lorsqu'il capture un neutron, le noyau de lithium 6 se désintègre en une particule α et un noyau de tritium. La réaction étant exothermique la cellule tritigène doit être refroidie, avec des précautions le cas échéant, car le lithium explose au contact de l'eau, et l'eau ne doit pas être craquée en hydrogène et oxygène par la radioactivité ambiante ou liée aux disruptions. Une autre réaction (endothermique, à seuil de 2,466 MeV) est envisageable avec le lithium 7, mais son rendement est moindre.

Idéalement, le neutron formé par la réaction deutérium–tritium réagit avec un noyau de lithium, générant ainsi le noyau de tritium perdu. Cependant, en pratique ces neutrons sont perdus en grande proportion, du fait du procédé. Le neutron, ne possédant pas de charge, est insensible au confinement, et finalement le flux de neutrons est presque isotrope, c'est-à-dire dispersé. En outre, il est à sa naissance très rapide (14,1 MeV), donc très pénétrant, et sort rapidement du plasma pour aller causer de graves dommages à la structure, qui devient aussi radioactive, dans ce cas par activation neutronique.

##### Bilan neutronique
Pour régénérer le tritium dépensé, il faut donc multiplier les neutrons de fuite pour compenser ceux absorbés par la structure. Ceci est possible via la réaction d'un neutron sur un noyau de plomb, qui libère deux neutrons. Le mélange plomb/lithium est ainsi envisagé pour les couvertures du tokamak en remplacement du carbone, qui ne résistait pas à la disruption et à l'érosion par le plasma.

#### Extraction de l'hélium
Lors de la fusion, les noyaux d'hélium produits (chargés électriquement) restent dans le tokamak et étouffent progressivement la réaction deutérium tritium. Il faut donc extraire l'hélium produit du mélange deutérium tritium de façon continue ou plus probablement périodiquement, de façon pulsée ; on parle du « pompage » de l'hélium. Dans la perspective d'un fonctionnement continu, il est nécessaire que cette opération soit faisable assez rapidement, sauf à devoir maintenir un stock important de deutérium tritium.

#### Fragilisation des matériaux par les neutrons rapides
Le prix Nobel de physique japonais Masatoshi Koshiba exprime des réserves au vu des problèmes posés par les neutrons rapides : 

« dans ITER, la réaction de fusion produit des neutrons de grande énergie, de 14 MeV, niveau jamais atteint encore. (...) Si les scientifiques ont déjà fait l'expérience de la manipulation de neutrons de faible énergie, ces neutrons de 14 MeV sont tout à fait nouveaux et personne à l'heure actuelle ne sait comment les manipuler (...) S'ils doivent remplacer les absorbeurs tous les six mois, cela entraînera un arrêt des opérations qui se traduira en un surcoût de l'énergie. »

Pierre-Gilles de Gennes craint également que les bobines supraconductrices ne résistent pas au flux de neutrons : « connaissant assez bien les métaux supraconducteurs, je sais qu’ils sont extraordinairement fragiles. Alors, croire que des bobinages supraconducteurs servant à confiner le plasma, soumis à des flux de neutrons rapides comparables à une bombe H, auront la capacité de résister pendant toute la durée de vie d’un tel réacteur (dix à vingt ans), me paraît fou. » En l'état actuel de conception, il est prévu que la paroi et l'eau de refroidissement limiteront grandement les flux de particules énergétiques et que les matériaux les plus sensibles seront régulièrement remplacés[réf. nécessaire].
Richard Majeski (en) et ses collaborateurs ont publié une méthode qui permettrait de supporter le flux des neutrons. Cette méthode consiste en une première barrière de lithium liquide avec pour but de protéger la seconde barrière qui, elle, est solide. Cette méthode aurait été expérimentée avec succès sur le réacteur d'essai Current Drive Experiment-Upgrade (CDX-U) du laboratoire PPPL de l'université de Princeton. Les performances du réacteur auraient également été améliorées, la tension pour maintenir le courant dans le plasma ayant été divisée par quatre,.

## Critiques

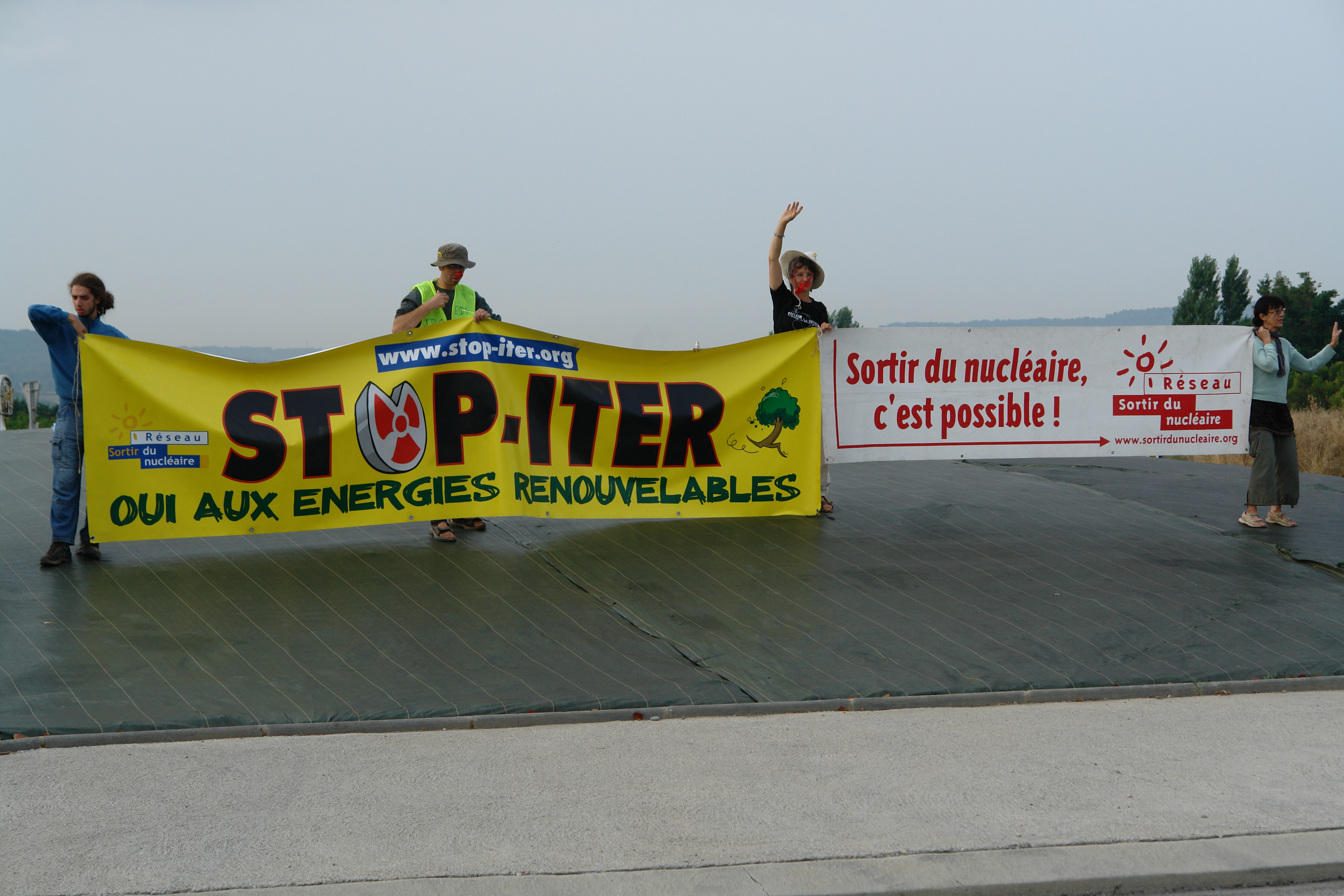
Manifestation contre le projet ITER.

Des physiciens, bien que favorables à l'énergie nucléaire, estiment qu'il est prématuré de construire ITER alors que des « verrous technologiques » n'ont pas été levés :
- Sébastien Balibar, physicien de l'École normale supérieure, indiquait en 2005 : « On nous annonce que l'on va mettre le Soleil en boîte. La formule est jolie. Le problème, c'est que l'on ne sait pas fabriquer la boîte[125] » ;
- Pierre-Gilles de Gennes, prix Nobel de physique 1991, indiquait en 2006 : « le projet ITER a été soutenu par Bruxelles pour des raisons d'image politique (...) un réacteur de fusion, c'est à la fois Superphénix et l'usine de retraitement de la Hague au même endroit[121]. ». Bien qu'ancien ingénieur du CEA, il a formulé de nombreuses réticences vis-à-vis du réacteur expérimental ITER et des multiples difficultés du projet comme l'instabilité des plasmas, les fuites thermiques et la fragilité des métaux supraconducteurs.

Critiques de militants antinucléaires :
- Frédéric Marillier, ingénieur en génie de l’environnement[126] chez Greenpeace et directeur d'Enercoop[127], dénonçait le projet en 2005 dans L'Humanité, affirmant que « la fusion nucléaire pose exactement les mêmes problèmes que la fission nucléaire, y compris la production de déchets radioactifs et les risques d'accidents nucléaires et de prolifération[128] » ;
- les militants antinucléaires dénoncent en 2006 un projet incertain, dangereux et très coûteux[129] ;
- Stéphane Lhomme, militant associatif antinucléaire, soutient en 2005, en tant que porte-parole de Greenpeace, que l'on ne parviendra jamais à produire de l'énergie de façon industrielle avec la fusion nucléaire[130]. Le projet de recherche ITER serait donc selon lui un moyen de financer indirectement l'industrie nucléaire.

### Rendement énergétique
Le journaliste américain Steven B. Krivit, spécialisé dans la fusion froide, estime qu'ITER consomme 300 MW d'électricité, et non 50 MW comme l'affirment les responsables d'ITER, pour produire 500 MW d'énergie thermique, qui peuvent alors hypothétiquement être convertis en 200 MW d'énergie électrique. Autrement dit, ITER ne pourrait produire aucune énergie électrique nette. L'enquête de Steven B. Krivit remonte à 1997 et l'installation JET, dont le coefficient Q=0,63 (record du monde de 1997) serait erroné. Selon lui, ces chiffres auraient été truqués pour induire les décideurs en erreur et obtenir le financement du projet.
Un article de Reporterre cite les analyses de Steven B. Krivit concluant à une incapacité de l'installation de recherche à produire un excédent d'énergie, l'énergie produite compensant à peine l'énergie nécessaire à son fonctionnement global. En effet, les chiffres mis en avant pour décrire la fusion nucléaire comme source d'énergie (50 kW d'énergie initiale donnent 500 kW d'énergie finale) reposent sur le bilan énergétique des particules impliquées dans la fusion, qui ne prend pas en compte toute l'énergie nécessaire pour créer et maintenir les conditions permettant la fusion : refroidissement des aimants, confinement électromagnétique du plasma... Cette confusion entre rendement théorique et rendement réel aurait été soigneusement entretenue pour faire financer le projet ITER.
Un rapport de la Commission nationale du débat public française fournit en 2006 une estimation précise de coût énergétique de l'installation : « La puissance électrique consommée sera de quelques MW en période d’arrêt pour le maintien des systèmes informatiques, de l’éclairage, de la ventilation par exemple. Elle atteindra 120 MW en période de veille durant laquelle les équipements nécessaires au fonctionnement doivent être opérationnels (systèmes de pompage, de réfrigération, cryogénie…). » et « Durant la phase de préparation, qui durera environ 400 secondes, la puissance électrique consommée passera progressivement de 120 MW à 220 MW. Ensuite, elle atteindra 620 MW durant la phase de montée en température du plasma (une trentaine de secondes), avant de redescendre à 450 MW pendant la phase principale de l’expérience (370 secondes), et de revenir à 120 MW. », alors que le même rapport indique que le but de l'ITER est de démontrer qu'« avec ITER, l’objectif est de générer une puissance de fusion de 500 mégawatts (MW) en en injectant 50 durant plus de six minutes ». Une part importante de la consommation électrique est destinée au système de refroidissement qui évacuera la puissance thermique générée par le fonctionnement d’ITER : « Au moment des expériences, une puissance thermique maximale de l’ordre de 1 200 MW devra être évacuée. Cette puissance correspondant aux pertes calorifiques dans les différents équipements d’ITER auxquels s’ajoute la puissance produite par les réactions de fusion ».

### Critiques liées au projet
- La présence de plusieurs kilogrammes de tritium, matière nécessaire à la confection des bombes thermonucléaires (bombes H). Bien que la technologie des bombes H soit très complexe et totalement différente de celle d'ITER, la production de tritium ferait courir un risque de prolifération nucléaire[134].
- Le tritium est un isotope radioactif de l'hydrogène de période courte. Le risque est lié à la possibilité de rejets accidentels non contrôlés, dans l’environnement.

- G. A. Wurden, physicien à la National Nuclear Security Administration (États-Unis), est très critique quant à la durée de vie d'ITER principalement à cause des disruptions mettant en jeu d'énormes quantités d'énergie[135]. Le physicien Cédric Reux, dans sa thèse de doctorat, conclut, au sujet des disruptions, que « la nécessité de les éviter ou de les maîtriser devient donc indispensable, l'évitement n'étant pas toujours possible »[136].
- Si l'on n'apprend pas à empêcher les disruptions, la détérioration rapide de la chambre de confinement (notamment évoquée ci-dessus par le professeur Masatoshi Koshiba) imposerait des remplacements réguliers (coûteux et nécessitant d'interrompre le fonctionnement) et produirait une quantité importante de déchets radioactifs. Cependant, même si la maîtrise de ces événements violents n'est pas obtenue, une autre configuration que le tokamak, le stellarator permet d'éliminer ce problème. Cette configuration n'a pas été retenue pour ITER car elle n'était pas aussi avancée que la filière tokamak à l'époque du choix de la conception du projet.
- Investissement considérable, aux dépens d'autres axes de recherche (notamment sur les réacteurs à fission surgénérateur selon Georges Charpak[137], ou pour la maîtrise de l'énergie ou les énergies renouvelables selon certaines associations de scientifiques ou écologistes dont le Groupement de scientifiques pour l'information sur l'énergie nucléaire (GSIEN) et Global Chance. Selon Marc Denis, docteur en physique atomique, « face à l’urgence climatique, les dérives systématiques des coûts et des délais des programmes nucléaires devraient nous dissuader d’y investir des milliards qui seraient bien mieux utilisés dans les énergies renouvelables »[138]). Georges Charpak et deux autres chercheurs, Jacques Treiner et Sébastien Balibar, prônent l'arrêt du projet de réacteur ITER et estiment que, après la révision à la hausse des coûts du projet, la dépense pour la France représente plus que l'ensemble des crédits dont disposent tous ses laboratoires de physique et de biologie pendant vingt ans[139].
- L’ingénieur Yves Lenoir, conseiller de Corinne Lepage (avocate ex-ministre française de l’environnement) sur les questions énergétiques, préconise en 2011 « l'arrêt de toute recherche sur la fusion » et donc l’abandon du projet ITER[140][pourquoi ?].

### Critique de la faisabilité
D'après des physiciens, dont Sébastien Balibar, Yves Pomeau et Jacques Treiner, la mise en œuvre d'un réacteur à fusion à l'échelle industrielle suppose de résoudre préalablement plusieurs problèmes :
- maîtrise des réactions de fusion, particulièrement d'une réaction auto-entretenue ;
- maitrise et gestion d'une production massive de tritium ;
- invention d'un matériau résistant aux flux de neutrons (produits par la fusion) pour les enceintes de confinement[142],[143] ;
- maîtrise de l'inhibition de la radiolyse de l'eau par addition d'hydrogène, car cette inhibition est très sensible à la concentration de l'hydrogène, à la température de l'eau, à la nature du rayonnement et à la présence éventuelle d'impuretés chimiques, par exemple issues de la corrosion qui peut être exacerbée par la radiolyse (formation d'oxygène et d'eau oxygénée augmentant la corrosion[144]) ou certains dysfonctionnements du réacteur (« Une très faible modification de l'un de ces paramètres lorsqu'on est proche du seuil peut faire brutalement basculer la radiolyse de l'eau »[144]). L'acide borique est classiquement utilisé, mais au-delà d'une certaine concentration (seuil variant selon divers paramètres dont la température, la pression…), la décomposition de l'eau est brutalement accentuée, « avec formation d'hydrogène, d'oxygène et d'eau oxygénée. Ce phénomène brutal est dû à l'empoisonnement de la réaction en chaîne recombinant H2 et H2O2. Dans certains cas, on observe un phénomène de saturation : lorsque les concentrations de O2 et H2O2 augmentent trop, la réaction en chaîne s'arrête. Cette saturation fut confirmée par des simulations sur ordinateur[144] » ;
- maîtrise des conséquences des disruptions en situation de très fortes température, pression et rayonnement.

Le tokamak ITER ne s'attaque explicitement qu'au premier de ces problèmes, même si l'installation International Fusion Materials Irradiation Facility a été incluse dans le projet pour l'étude de la résistance des matériaux aux neutrons de 14,1 MeV.

### Non-conformités
Le 26 janvier 2012, l'Autorité de sûreté nucléaire (ASN) a jugé que la gestion des non-conformités n'était pas satisfaisante lors de l'inspection des patins parasismiques.
En 2012, des fissures microscopiques ont été détectées sur les murs de soutènement. Une inspection de l'ASN a permis de montrer que l'organisation interne dans le suivi de ces non-conformités avait été à nouveau défaillante. Ces non-conformités dans le béton restent cependant inévitables dans un projet de cette envergure qui n'est pas un projet industriel, mais qui relève de la recherche[réf. souhaitée].
En 2022, des défauts de soudure soulevés par l'ASN obligent à démonter une partie de l'installation pour réparations, ajoutant environ un miliard d'euro à son coût et un retard supplémentaire d'au moins deux ans.
En 2022 toujours, l'étanchéité du réacteur aux rayonnements ionisants est remise en question par l'ASN. Selon Michel Claessens, ancien porte-parole d'Iter, ce problème serait dû à des défauts de structure sur les murs et les fondations mêmes des trois bâtiments nucléaires, qui pourraient réduire la protection contre les rayonnements d'un tiers[Passage à actualiser].

### Dépassement de budget
Le coût d'ITER est passé de 5 à 19 milliards d'euros, auxquels s'ajoutent 5,3 milliards d'euros de coût d'exploitation sur 20 ans,, soit près de quatre fois les estimations de 2006, ce qui pose des problèmes de financement au niveau européen. La France a déjà investi 1,2 milliard d'euros et la commission européenne 6,6 milliards. Au coût direct pris en charge par la France, on peut associer une partie du coût de construction du réacteur Jules Horowitz. En effet, un des intérêts techniques de ce dernier projet est de tester les enceintes soumises au bombardement du spectre neutronique intense, qui est un point clef à résoudre pour la viabilité du projet Iter.
À titre de comparaison, le marché mondial de l'énergie représente un volume annuel d'environ 3 500 milliards d'euros. Le coût du projet ITER pèse pour 15 % de l'ensemble du budget consacré à la recherche nucléaire ; notamment, la contribution de la France au projet, prévu pour 20 ans, est inférieure à celle dévolue au CERN et à son accélérateur de particules.

### Impact sur l'environnement

#### Rejets radioactifs
Selon les concepteurs d'ITER, un accident aurait des conséquences considérablement moins importantes que dans le cas d'un réacteur à fission. En effet, les réacteurs de fusion nucléaire ne produisent pas de déchet de haute activité à vie longue (cf. ci-dessous, « Déchets radioactifs »).
Les risques d'accidents nucléaires ne sont pas comparables, car il n'y a pas de risque d'explosion nucléaire : la quantité de combustible présente dans le réacteur ne permet d'alimenter la combustion que pendant quelques secondes ; comme les conditions très spécifiques de la réaction de fusion sont difficiles à obtenir et à maintenir, toute perturbation entraînera un refroidissement quasi instantané du plasma et un arrêt de la réaction ; le processus de fusion ne présente donc aucun risque en soi et il n'existe aucun danger d'emballement de la réaction conduisant à une explosion.
Contrairement aux réacteurs à fission, où tout le combustible nucléaire est placé dans le cœur du réacteur dès le début (une centaine de tonnes d'uranium et/ou de plutonium pour un REP), un réacteur à fusion est alimenté au fur et à mesure en combustible (quelques grammes). La réaction nucléaire peut être arrêtée immédiatement : il suffit d'arrêter d'injecter du combustible dans l'enceinte sous vide.
Il n'existe pas non plus de risque de contamination à grande échelle : la conception d'ITER est telle que, même en cas de brèche accidentelle dans le tokamak, les niveaux de radioactivité à l'extérieur de l'enceinte seraient encore très faibles ; pendant l'exploitation normale, l'impact radiologique d'ITER sur les populations les plus exposées sera mille fois inférieur au rayonnement ionisant naturel, et dans les scénarios les plus pessimistes, comme un incendie dans l'installation de traitement du tritium, aucune évacuation des populations avoisinantes ou autre contre-mesure ne serait nécessaire. La Commission européenne estime qu'en cas d'accident les rejets d'effluents radioactifs, sous quelque forme que ce soit, ne seront jamais susceptibles d'entraîner, même en cas d'accident nucléaire, une contamination radioactive à l'extérieur des frontières françaises.

#### Déchets radioactifs
La quantité, l'activité et la durée de vie des déchets nucléaires seront nettement plus faibles. Il n'y a pas production de déchets radioactifs à haute activité ou à durée de vie longue. Le produit de la fusion est de l'hélium, un gaz non radioactif. Seuls les matériaux soumis à l'impact des neutrons de la réaction vont devenir radioactifs, mais la demi-vie de la plupart des radioéléments présents dans ces déchets ne dépasse pas la dizaine d'années, si bien que leur radioactivité aura diminué fortement au bout de cent ans, rendant ainsi possible le recyclage des matériaux,. Par comparaison, les centrales à fission produisent des déchets dont la durée de vie va jusqu’à des centaines de milliers d'années.

#### Comparaison avec une bombe à fusion
La réaction thermonucléaire étant également en œuvre dans une bombe à hydrogène, la question pourrait se poser du risque d'explosion d'un tel réacteur. Il n'y a toutefois pas de rapport entre une bombe H et un tokamak. Dans la première, on réalise une explosion en comprimant le mélange de tritium et de deutérium jusqu'à une densité supérieure à celle de l'état solide ; dans un réacteur à fusion, la densité du mélange deutérium-tritium est dix millions de fois plus petite que celle de l'air ambiant.

#### Risques de prolifération et application militaire
La recherche sur la fusion par confinement magnétique, dont ITER est une étape importante, n'a pas d'applications militaires (contrairement à la recherche sur la fusion inertielle, telle que menée sur le laser mégajoule à Bordeaux). Un pays qui maîtriserait une technologie de type ITER ne serait pas plus avancé si son objectif est d'obtenir une bombe H.

#### Impact local sur la biodiversité
La forêt centenaire de Cadarache, qui s’étendait sur mille deux cents hectares avant le début des travaux, est maintenant réduite à huit cents hectares[réf. nécessaire]. La surface totale défrichée pour l’installation proprement dite des infrastructures d'ITER s’élève à une centaine d’hectares.
Afin de limiter et réduire, autant que possible, les impacts sur la biodiversité locale, ITER a pris des mesures compensatoires en application du Code de l'environnement.

## Autres projets
- Un autre projet, HIPER (pour High Power Laser Energy Research), vise à tester la possibilité d'utiliser un laser pour retirer de l'énergie utile de la fusion nucléaire, avec un budget initial estimé à 600 millions d’euros (M€), puis 735 M€[161],[162],[163].[Passage à actualiser]
- Le projet d'utilisation de la Z machine des laboratoires Sandia, filiale de la compagnie américaine de défense Lockheed & Martin, repose sur la production d'onde de choc à rayons X par constriction du plasma. Cela requiert un très fort courant électrique (20 MA circulant dans des fils électriques)[164],[165]. L'objectif est de construire des réacteurs à fusion nucléaire de taille réduite et comparable à celle des réacteurs à fission des sous-marins à propulsion nucléaire[166].
- Stellarator, dispositif analogue au tokamak à la différence qu'il n'utilise pas de courant toroïdal circulant à l'intérieur du plasma pour le confiner.